# Symplocos baeuerlenii
Symplocos baeuerlenii är en tvåhjärtbladig växtart som beskrevs av Richard Thomas Baker. Symplocos baeuerlenii ingår i släktet Symplocos och familjen Symplocaceae. Inga underarter finns listade i Catalogue of Life.